# 松井菜桜子
松井 菜桜子（まつい なおこ、1961年〈昭和36年〉4月4日 - ）は、日本の女性声優。北海道函館市出身。アップアンドアップス代表。元夫は同じく声優の堀内賢雄。
代表作に『ハイスクール!奇面組』（宇留千絵）、『機動戦士ガンダムΖΖ』（ルー・ルカ）、『おそ松くん（第2作）』（松野十四松、トト子）、『新機動戦記ガンダムW』（ドロシー・カタロニア）、『名探偵コナン』（鈴木園子）、『サイレントメビウス』（香津美・リキュール）、『ハピネスチャージプリキュア!』（リボン）などがある。

## 経歴
高校卒業後、ミュージカル女優を目指して宝田芸術学園1期生となる。しかし、身長の低さなどから、発表回でメインの役をもらうことが出来なかった。そこで、「ミュージカルがだめなら、おしゃべりをする仕事に就こう」と考え、テレビタレントセンターに入所する。卒業時に、講師よりオーディションの話があり、その場で当時のぷろだくしょんバオバブの社長にスカウトされた。また劇団がらくた工房付属養成所に在籍していたこともある。
1983年放映のテレビアニメ『スペースコブラ』の「非常灯をつけるのよ!」と言うガヤでデビュー。その後、『魔法の天使クリィミーマミ』の鏡の向こうのマミ役で、初めて名前のある役を演じた（公式にはこれがデビューとされている）。
デビューから3年目にOVA『ドリームハンター麗夢』シリーズで主人公の綾小路麗夢を担当。また映画『ウインダリア』のアーナス、テレビアニメ『ハイスクール!奇面組』の宇留千絵など、主要キャラクターを多く務めるようになる。
アミューズメントメディア総合学院のレギュラー講師を受け持つなど、後進の育成にも力を注いでいる。
実践的ワークショップ「表現塾」を主催。
ぷろだくしょんバオバブに所属した後、フリー期間を経て、2013年1月よりアップアンドアップスを設立し、その代表として就任している。
2015年、日髙のり子と山崎和佳奈とアイドルユニット「backdrops」を結成し、『Don't fly!』でデビュー。

## 人物・特色
声域は中音 - 高音域。役柄としては気の強い美人役が多く、強烈な個性と力強い声で役柄を作り上げている。
学生時代に、オーディション番組『スター誕生!』で落選したことがあり、ぷろだくしょんパオパブにスカウトされた際、「アニメの主題歌を歌わせてください、だったら考えてもいいです」と掛け合ったが、「甘く考えすぎてる」と言われた。『ドリームハンター麗夢』の主題歌を担当した際は、「レコードを出すまで死ねない」と思い続けていたこともあり、嬉しかったという。
『ライオンのいただきます』にて「お花畑トリオ」というユニットの"ラッパスイセンなおこ"として、神代知衣・松本保典と共に顔出しでレギュラー出演していたことがある。神代は"シクラメンちえ"、松本は"ベンジャミン松本"と呼ばれていた。
自身について「役を自分に引き寄せちゃうタイプの役者」と述べている。高山みなみは『名探偵コナン』関連のインタビューで「演じている役と本人が一番似ているレギュラー声優さんは？」との問いに「（鈴木園子役の）松井菜桜子さん！」と即答し、「アニメの園子は菜桜子さんの声につられてどんどん変わっていきました。園子の中に菜桜子さんがいる感じです（笑）」と述べている。
2005年、アメリカのカリフォルニア州ロングビーチで行われたパシフィックメディアエクスポにて、日本の声優代表としてゲスト参加している。
ファミコン版『ドラゴンクエストIV 導かれし者たち』の新発売の時には、帽子に同ソフトを（箱ごと）貼り付けた状態で被り、そのままバラエティ番組に出演。甥か姪に向かってメッセージも送る一幕もあった。
趣味は料理。特技は歌唱、謎解き。

## 出演
太字はメインキャラクター。

### テレビアニメ
1983年
- キャッツ♥アイ（ビロン）
- 銀河漂流バイファム（コンピューター「ボギー」の声）
- スペースコブラ
- 装甲騎兵ボトムズ（1983年 - 1984年、女A、民間人、女）
- 魔法の天使クリィミーマミ

1984年
- アタッカーYOU!（早瀬奈美）
- うる星やつら
- OKAWARI-BOY スターザンS（セノビ族女、女A）
- 星銃士ビスマルク
- チックンタックン（ムッコ）
- 超力ロボ ガラット（エクレア）
- 魔法の妖精ペルシャ（テレサ）
- よろしくメカドック（ウェイトレス、女子大生B、女子大生C）

1985年
- キャプテン翼（理加）
- 昭和アホ草紙あかぬけ一番!（ソバカス）
- 超獣機神ダンクーガ（シャーリー・マクガバン）
- ハイスクール!奇面組（1985年 - 1987年、宇留千絵）
- 魔法のスターマジカルエミ（ビービー）
- 名探偵ホームズ（ニコル）
- ルパン三世 PARTIII

1986年
- 宇宙船サジタリウス（パルバラ）
- Oh!ファミリー（トレーシー・アンダーソン）
- 機動戦士ガンダムΖΖ（ルー・ルカ）
- ドテラマン（鈴木マナミ〈思春鬼〉）
- めぞん一刻（子供 他） - 「桜井菜桜子」と誤表記あり

1987年
- あんみつ姫（林檎あめ）
- ウルトラB（タケミ、アナウンサー）
- シティーハンター（1987年 - 1991年、由加里、翔子） - 2シリーズ
- ついでにとんちんかん（本田ぽん、クリスティ）
- のらくろクン（1987年 - 1988年、沢口リカ）
- Bugってハニー
- マシンロボ ぶっちぎりバトルハッカーズ（ミア・ホワイト）

1988年
- おそ松くん（第2作）（1988年 - 1989年、トト子、十四松 他）
- 小公子セディ（ブリジット）
- それいけ!アンパンマン（1988年 - 2024年、ユッキー、かびんちゃん、ペペ、フラッシュ、カッパチーノ、モクモク女王〈代役〉）
- 超音戦士ボーグマン（桂美姫）
- ミスター味っ子（太郎と次郎）
- 燃える!お兄さん（小山内文子先生）

1989年
- アイドル伝説えり子（朝霧麗）
- 美味しんぼ（1989年 - 1991年、楊ますみ、朝井季子）
- 獣神ライガー（1989年 - 1990年、神代ゆい）
- ピーターパンの冒険（ウェンディ）
- まじかるハット（1989年 - 1990年、スピン）
- 魔動王グランゾート（マアチ）
- らんま1/2 熱闘編（白鳥あずさ、与太郎）

1990年
- NG騎士ラムネ&40（1990年 - 1991年、レスカ）
- おぼっちゃまくん
- からくり剣豪伝ムサシロード（センヒメ）
- キキとララのママってすてき!（ウィル）
- コボちゃん（1990年 - 1998年、田畑早苗、ミー） - 1シリーズ + 特別編4作品
- 昆虫物語 みなしごハッチ（サチ）
- たいむとらぶるトンデケマン!（ベイビー）
- 平成天才バカボン（女子高生）
- 魔法のエンジェルスイートミント（バービー）
- 三つ目がとおる（和登千代子）
- ロビンフッドの大冒険（1990年 - 1992年、マリアン）

1991年
- OH!MYコンブ（パパイヤ先生）
- ジャンケンマン（オソダシチャイコ）
- 楽しいムーミン一家 冒険日記（ダフィ）
- バカボンおそ松のカレーをたずねて三千里（トトコ）
- 魔法のプリンセス ミンキーモモ（海モモ）（アイリーン、ジェーン）
- 丸出だめ夫（山田咲子、凄井金子、雪子、デビット、継母、町娘A）
- 笑ゥせぇるすまん（1991年 - 1993年、優子、四井待子）

1992年
- あしたへフリーキック（ライザ・中森）
- 宇宙の騎士テッカマンブレード（リルル）
- クッキングパパ（正治、はるみ）
- ファンタジーアドベンチャー 長靴をはいた猫の冒険（アルタミラ）
- みかん絵日記（キリー）

1993年
- 機動戦士Vガンダム（レーナ・ワーカー）
- クレヨンしんちゃん（1993年 - 2022年、住宅成代、雪美、黒トカゲリーダー、カルメン、四十肩のお京〈初代〉、筆通なめらか 他）
- ドラえもん（テレビ朝日版第1期）（1993年 - 2002年、紫式部、お母さん、アネーゴ、タンポポ、ゆかりのママ）

1994年
- 機動武闘伝Gガンダム（1994年 - 1995年、アナウンサー）
- きょうふのキョーちゃん（OL）
- 超くせになりそう（キューピット・松川）
- とっても!ラッキーマン（1994年 - 1995年、奇麗田見代、シンデレラ、見代似の町娘）
- 魔法陣グルグル（1994年 - 1995年、謎の少女 / ルンルン）
- ルパン三世 燃えよ斬鉄剣（桔梗）

1995年
- 新機動戦記ガンダムW（1995年 - 1996年、ドロシー・カタロニア）
- バーチャファイター（パイ・チェン）
- 爆れつハンター（バルバラ）

1996年
- きこちゃんすまいる（堂島ショウコ）
- 機動戦艦ナデシコ（イネス・フレサンジュ）
- 少年サンタの大冒険!（ルーボ王子）
- VS騎士ラムネ&40炎（アララ・カフェオレ、初代カフェオレ）
- はじめ人間ゴン（にんぎょ）
- 名探偵コナン（1996年 - 2025年、鈴木園子）

1997年
- エルフを狩るモノたちII（ピザール）
- 金田一少年の事件簿（1997年 - 1999年、早乙女涼子、秋元和那）
- はれときどきぶた（ママ〈畠山安江〉、袖振マサコ、山崎 他）

1998年
- サイレントメビウス（香津美・リキュール）
- 突撃!パッパラ隊（ランコ）

1999年
- 神風怪盗ジャンヌ（東大寺都）
- GREGORY HORROR SHOWシリーズ（ロストドール）
- 週刊ストーリーランド（美紀、職員、松山ゆき、橋本ケンタロウ〈女声〉）
- ねこぢる劇場（山本くん、となりの奥さん、となりのババア、姉）

2000年
- 機巧奇傳ヒヲウ戦記（ジュヌビエーブ）
- 銀装騎攻オーディアン（モニカ）
- 手塚治虫が消えた!? 20世紀最後の怪事件（和登千代子）
- ドキドキ♡伝説 魔法陣グルグル（ルンルン）
- 闇の末裔（北条加奈子）

2002年
- あたしンち（記者）
- 七人のナナ（メロディー・ハニー）
- 天使な小生意気（田中桂子）
- 冒険者（フェリパ）
- ワイルド7（ハンペン）

2003年
- E'S OTHERWISE（茅博士）
- キノの旅 -the Beautiful World-（女A）
- D.C. 〜ダ・カーポ〜（白河暦）
- 無限戦記ポトリス（紅ノ陽炎、ジーナ）

2004年
- 巌窟王（ビクトリア・ド・ダングラール）
- 金色のガッシュベル!!（パティ）
- NARUTO -ナルト-（シカマルの母〈奈良ヨシノ〉）

2005年
- 機動新撰組 萌えよ剣 TV（土方歳絵）
- ギャラリーフェイク（女）
- ドラえもん（テレビ朝日版第2期）（少女の母、星野スミレ）
- 遊☆戯☆王デュエルモンスターズGX（胡蝶蘭）
- ルパン三世 天使の策略 〜夢のカケラは殺しの香り〜（エミリー・オブライエン）

2006年
- エア・ギア（野山野梨花〈リカ〉）
- きらりん☆レボリューション（東山薫子）
- 新星輝デュエル・マスターズ フラッシュ（瞬王波子〈パコ〉）
- スパイダーライダーズ 〜オラクルの勇者たち〜（メリッサ）
- Gift 〜ギフト〜 eternal rainbow（姫倉寧々）
- DEATH NOTE（南空ナオミ）
- とっとこハム太郎（おしゃれちゃん〈2代目〉）
- ひぐらしのなく頃に（2007年 - 2008年、前原藍子） - 2シリーズ
- ふたりはプリキュア Splash Star（ミズ・シタターレ）
- ブラック・ジャック（桑田このみ〈ブラック・クイーン〉〈2代目〉）
- ブラック・ジャック21（桑田このみ〈ブラック・クイーン〉）
- 焼跡の、お菓子の木（春男のママ）

2007年
- 結界師（姫）
- DARKER THAN BLACK -黒の契約者-（弓月亜璃紗）
- PRISM ARK（壬生華鈴）
- 魔人探偵脳噛ネウロ（野間薫子）

2008年
- イタズラなKiss（入江紀子）
- おじゃる丸（2008年 - 2011年、カミナリキスケ、クロノシン）
- ゲゲゲの鬼太郎（第5作）（2008年 - 2009年、ミンメイ / 画皮、文車妖妃 / フグル姫 / マヨウ）
- NARUTO -ナルト- 疾風伝（シカマルの母〈奈良ヨシノ〉）

2009年
- デュエル・マスターズ シリーズ（2009年 - 2017年、キャサリン、ティラミス） - 3シリーズ
- ヤッターマン（第2作）（織姫）
- ルパン三世VS名探偵コナン（鈴木園子）

2010年
- ご姉弟物語（森山）

2011年
- 真剣で私に恋しなさい!!（九鬼揚羽）

2012年
- 神様はじめました（2012年 - 2015年、鬼婆、鬼切） - 2シリーズ
- トリコ（ラブ）

2013年
- 銀の匙 Silver Spoon（駒場家の母）
- ONE PIECE（モネ、シンド）

2014年
- ハピネスチャージプリキュア!（2014年 - 2015年、リボン）
- まじっく快斗1412（鈴木園子）

2015年
- アイカツ!（瀬戸くくる）

2016年
- 信長の忍び（まつ）
- 名探偵コナン コナンと海老蔵 歌舞伎十八番ミステリー（鈴木園子）
- 名探偵コナン エピソード“ONE” 小さくなった名探偵（鈴木園子）

2017年
- 異世界はスマートフォンとともに。（珊瑚）

2018年
- Cutie Honey Universe（ジャンボパンサー）

2019年
- 名探偵コナン 紅の修学旅行（鈴木園子）

2020年
- ひぐらしのなく頃に（2020年 - 2021年、前原藍子） - 2シリーズ
- パズドラ（ウメ）

2022年
- 名探偵コナン 本庁の刑事恋物語〜結婚前夜〜（鈴木園子）
- てっぺんっ!!!!!!!!!!!!!!!（マザー）
- 名探偵コナン 犯人の犯沢さん（鈴木園子）

### 劇場アニメ
1985年
- キャプテン翼 ヨーロッパ大決戦（理加）
- キャプテン翼 危うし! 全日本Jr.（理加）

1986年
- ウインダリア（アーナス）
- ハイスクール!奇面組（宇留千絵）
- 魔物語 愛しのベティ（シバ）

1987年
- みんなあげちゃう（悠乃）

1988年
- ウルトラB ブラックホールからの独裁者B・B!!（タケミ）
- 県立海空高校野球部員山下たろーくん（モモエ）

1989年
- おそ松くん スイカの星からこんにちはザンス!（トト子）

1990年
- 愛と剣のキャメロット まんが家マリナ タイムスリップ事件（ドーラ）
- 女戦士エフェ&ジーラ グーデの紋章（エフェ）

1991年
- うる星やつら いつだってマイ・ダーリン（ルピカ）
- けろけろけろっぴの三銃士（アンヌ王妃〈キンジョちゃん〉）
- サイレントメビウス（香津美・リキュール）
- らんま1/2 中国寝崑崙大決戦! 掟やぶりの激闘篇!!（あずさ）

1992年
- 機動戦士ガンダム0083 ジオンの残光（ポーラ・ギリッシュ）
- サイレントメビウス2（香津美・リキュール）
- トトイ（カテリーナ）

1994年
- それいけ!アンパンマン リリカル☆マジカルまほうの学校（ペペ）

1996年
- 賢治のトランク 双子の星（クラレ）

1997年
- 名探偵コナン 時計じかけの摩天楼（鈴木園子）

1998年
- 機動戦艦ナデシコ -The prince of darkness-（イネス・フレサンジュ）
- 機動戦士ガンダム 第08MS小隊 ミラーズ・リポート（サリー）
- 新機動戦記ガンダムW Endless Waltz 特別編（ドロシー・カタロニア）
- 名探偵コナン 14番目の標的（鈴木園子）

1999年
- はれときどきぶたの交通安全（ママ）
- はれときどきぶたの地震用心日記（ママ）
- 名探偵コナン 世紀末の魔術師（鈴木園子）

2000年
- 名探偵コナン 瞳の中の暗殺者（鈴木園子）

2001年
- 名探偵コナン 天国へのカウントダウン（鈴木園子）

2002年
- 名探偵コナン ベイカー街の亡霊（鈴木園子）

2003年
- 名探偵コナン 迷宮の十字路（鈴木園子）

2004年
- 名探偵コナン 銀翼の奇術師（鈴木園子）

2005年
- 名探偵コナン 水平線上の陰謀（鈴木園子）

2006年
- 名探偵コナン 探偵たちの鎮魂歌（鈴木園子）

2007年
- 名探偵コナン 紺碧の棺（鈴木園子）

2008年
- 名探偵コナン 戦慄の楽譜（鈴木園子）

2009年
- きかんしゃ やえもん（サマ）
- 名探偵コナン 漆黒の追跡者（鈴木園子）

2010年
- 映画 プリキュアオールスターズDX2 希望の光☆レインボージュエルを守れ!（ミズ・シタターレ）
- 名探偵コナン 天空の難破船（鈴木園子）

2011年
- 名探偵コナン 沈黙の15分（鈴木園子）

2012年
- 名探偵コナン 11人目のストライカー（鈴木園子）

2013年
- 名探偵コナン 絶海の探偵（鈴木園子）
- ルパン三世VS名探偵コナン THE MOVIE（鈴木園子）

2014年
- 映画 プリキュアオールスターズNewStage3 永遠のともだち（リボン）
- 映画 ハピネスチャージプリキュア! 人形の国のバレリーナ（リボン）
- 名探偵コナン 異次元の狙撃手（鈴木園子）

2015年
- 映画 プリキュアオールスターズ 春のカーニバル♪（リボン）
- 名探偵コナン 業火の向日葵（鈴木園子）

2016年
- 名探偵コナン 純黒の悪夢（鈴木園子）

2017年
- 名探偵コナン から紅の恋歌（鈴木園子）

2018年
- 名探偵コナン ゼロの執行人（鈴木園子）

2019年
- 名探偵コナン 紺青の拳（鈴木園子）

2021年
- 名探偵コナン 緋色の弾丸（鈴木園子）

2022年
- 名探偵コナン ハロウィンの花嫁（鈴木園子）

2023年
- 名探偵コナン 黒鉄の魚影（鈴木園子）

2024年
- 名探偵コナン 100万ドルの五稜星（鈴木園子）

2025年
- 名探偵コナン 隻眼の残像（鈴木園子）

### OVA
1984年
- 魔法の天使クリィミーマミ 永遠のワンスモア（早川愛）

1985年
- 酎ハイれもんLOVE30'S 雨にぬれても
- ドリームハンター麗夢（1985年 - 1992年、綾小路麗夢） - 6作品
- 魔法の天使クリィミーマミ ロング・グッドバイ（早川愛）
- 夢次元ハンターファンドラ（美女兵士）

1986年
- ガルフォース 宇宙章（ラビィ）

1987年
- ザ・サムライ（土岐かげり）
- 破邪大星ダンガイオー（パイ・サンダー）
- レリックアーマーLEGACIAM（ブリック・トワイフ）

1988年
- ハーバーライト物語（エリナ）

1989年
- がきデカ（木の内ジュン、あべ美智子）
- ガルフォース 地球章（サンディ・ニューマン）
- 機動戦士 SDガンダム外伝（フラウ姫）
- きまぐれオレンジ☆ロード ハリケーン!変身少女あかね（春日あかね）
- ライディングビーン（ラリー・ヴィンセント）
- 燃える!お兄さん（文子先生）
- レアガルフォース（サンディ・ニューマン）

1990年
- 1+2=パラダイス（松菱バラ子）
- 楳図かずおの呪い（小川リマ）
- おそ松くん イヤミはひとり風の中（お菊）
- 風魔の小次郎 聖剣戦争篇（白霊山の魔女）
- 魔物ハンター妖子（麗子）
- Licca ふしぎな不思議なユーニア物語（夢職人）

1991年
- NG騎士ラムネ&40 EX ビクビクトライアングル 愛の嵐大作戦（レスカ、チビQ1）
- おれ、夕子（鈴木夕子）
- カプリコン（モーナ）
- 機動戦士ガンダム0083 STARDUST MEMORY（ポーラ・ギリッシュ）
- 機動戦士SDガンダム パパルの暁 第103話スギナムの花嫁（アルテシア）
- きまぐれオレンジ☆ロード 思いがけないシチュエーション（春日あかね）

1992年
- 究極のSEXアドベンチャー カーマスートラ（シャクティ）
- KO世紀ビースト三獣士（アクマコ）
- スクランブル・ウォーズ 突走れ!ゲノムトロフィーラリー（ラビィ、サンディ）
- ハード&ルーズ 〜私立探偵・土岐正造トラブル・ノート〜（女）

1993年
- NG騎士ラムネ&40 DX ワクワク時空 炎の大捜査線（レスカ）
- その気にさせてよmyマイ舞（京極美依子）
- どチンピラ（蘭子）
- ぼくの地球を守って（国生桜、繻子蘭）
- Rance -砂漠のガーディアン-（アニー）
- 流星機ガクセイバー（1993年 - 1994年、ディオーラ）

1994年
- Compiler（コンパイラ）
- 新・キューティーハニー（宝石姫）
- 聖ミカエラ学園漂流記II（美村亜維子）
- タイムボカン王道復古（ロリコンダー / セーラームンムン / オバンバー）
- 同級生 夏の終わりに（豆子）
- リカちゃんとヤマネコ 星の旅（ユキ）
- 美しき性の伝道師 麗々（麗々）

1995年
- ヴィジョナリイ（さゆり）
- 黄龍の耳 美那の章（宣子）

1996年
- 機動戦士ガンダム 第08MS小隊（サリー、ジムパイロットB）
- 銀河お嬢様伝説ユナ〜深闇のフェアリィ〜（狂花）
- 聖少女戦隊レイカーズEX（オレアナ）

1998年
- ガラスの仮面 千の仮面を持つ少女（姫川亜弓）
- ゲキ・ガンガー3 熱血大決戦!!（テンサイ、キャラン）

2001年
- Shocking Pink Girl MoMoKo（モモコ）

2002年
- 名探偵コナン 16人の容疑者!?（鈴木園子）

2003年
- 機動新撰組 萌えよ剣（土方歳絵）

2005年
- GUNDAM EVOLVE../10 MSZ-010 ΖΖ-GUNDAM（ルー・ルカ）

2007年
- 阿笠からの挑戦状! 阿笠vsコナン&少年探偵団（鈴木園子）

2008年
- 絶対衝激 〜PLATONIC HEART〜（伊勢島涼子）
- D.C.if 〜ダ・カーポ イフ〜（白河暦）
- 念仏物語 親鸞さま ねがい、そして ひかり。（覚信尼）
- 名探偵コナン 女子高生探偵 鈴木園子の事件簿（鈴木園子）

2009年
- 名探偵コナン 10年後の異邦人（鈴木園子）
- 名探偵コナン MAGIC FILE3 新一と蘭・麻雀牌と七夕の思い出（鈴木園子）

2010年
- ハローキティの雪の女王（雪の女王）
- 名探偵コナン KID in TRAP ISLAND（鈴木園子）
- 名探偵コナン MAGIC FILE4 大阪お好み焼きオデッセイ（鈴木園子）

2011年
- SUPERNATURAL: THE ANIMATION（カーメン）
- 名探偵コナン MAGIC FILE2011 新潟〜東京 おみやげ狂騒曲（鈴木園子）

2012年
- 名探偵コナン BONUS FILE ファンタジスタの花（鈴木園子）

2013年
- ひぐらしのなく頃に拡 〜アウトブレイク〜（前原藍子）

### Webアニメ
- クレヨンしんちゃん外伝 お・お・お・のしんのすけ（2017年、スパイス娘）

### ゲーム
1991年
- エフェラ アンド ジリオラ ジ・エンブレム フロム ダークネス（エフェラ）
- 雀偵物語2 宇宙探偵ディバン出動編（發〈ハッツア〉将軍）

1994年
- あにまーじゃんX（岡田ナツキ）
- ガンバード（ヤンニャン）
- クリスタルリナール -逢魔の迷宮-（広瀬美奈）
- KO世紀ビースト三獣士 〜ガイア復活　完結編〜（アクマコ）

1995年
- ブランマーカー2（シリア）
- 魔法の雀士 ぽえぽえポエミィ（マコ）
- 鬼神童子ZENKI FX 金剛焱闘（翔絞牙）

1996年
- 対戦アイドル麻雀ファイナルロマンスR（ケイト・ヤマムラ）
- 王国のグランシェフ（エヴァ、リル）
- ゲンウォー（ウイルソン）
- チップちゃんキィーック!（アリーナ）
- テラファンタスティカ（ディーネ）
- ヒロインドリーム2（神依雛）
- ぷよぷよCD通（うろこさかなびと〈せりり〉、ドラゴン）
- ホーンテッドカジノ（アクレーナ・マーメニアー）
- 麻雀四姉妹 若草物語（如月遥）

1997年
- EVE burst error（氷室恭子）
- 機動戦艦ナデシコ 〜やっぱり最後は『愛が勝つ』？〜（イネス・フレサンジュ）
- 銀河お嬢様伝説ユナ3 LIGHTNING ANGEL（狂花）
- クロス・ロマンス 〜恋と麻雀と花札と（鳥羽千夏）
- ザ☆スターボウリング
- シルエットミラージュ（ゲヘナ）
- スーパーロボット大戦F（ルー・ルカ、ドロシー・カタロニア）
- 天外魔境 第四の黙示録（鮮血のベラドンナ）
- VS雀士ブランニュースターズ（岩崎薫子、能登妙子）
- バルクスラッシュ（ルピア・ルード）
- 麻雀学園祭2（真崎優子）
- 麻雀学園祭DX（真崎優子）
- My Dream 〜On Airが待てなくて〜（城内麗香、斎藤エリナ）
- メタルエンジェル3（サイクロン鳳、マッドネス大久保）

1998年
- EVE The Lost One（氷室恭子）
- 機動戦艦ナデシコ The blank of 3 years（イネス・フレサンジュ）
- 銀河お嬢様伝説ユナ FINAL EDITION（狂花）
- 金田一少年の事件簿2 地獄遊園殺人事件（進身昌子）
- サイレントメビウス CASE:TITANIC（香津美・リキュール）
- スーパーロボット大戦F完結編（ルー・ルカ、ドロシー・カタロニア）
- スチームハーツ（ファランディア・ヴァリティ）
- 速攻生徒会（服部菜桜子）
- 対戦麻雀ファイナルロマンス4（芹沢サキ）

1999年
- アークザラッドIII（アンリエッタ・ロシュフォール）
- SDガンダム GGENERATION シリーズ（1999年 - 2025年、ルー・ルカ、実況アナウンサー、ドロシー・カタロニア、シャロン・キャンベル、ケイ・ニムロッド） - 14作品
- 機動戦艦ナデシコ NADESICO THE MISSION（イネス・フレサンジュ）

2000年
- スーパーロボット大戦α（ルー・ルカ、ドロシー・カタロニア）

2001年
- EVE The Fatal Attraction（氷室恭子）
- グローランサーII（リビエラ・マリウス）
- ゴエモン 新世代襲名!（清姫）
- SIMPLEキャラクター2000 ハイスクール!奇面組 THE テーブルホッケー（宇留千絵）
- スーパーロボット大戦α外伝（ルー・ルカ、キャローン・キャル）
- スーパーロボット大戦α for Dreamcast（ルー・ルカ、ドロシー・カタロニア）
- 正義の味方（藤井小夜子）

2002年
- 機動新撰組 萌えよ剣（土方歳絵）
- スーパーロボット大戦IMPACT（ルー・ルカ、パイ・サンダー、イネス・フレサンジュ、コロス）
- 名探偵コナン 最高の相棒（鈴木園子）

2003年
- 第2次スーパーロボット大戦α（ルー・ルカ、コロス）
- D.C.P.S. 〜ダ・カーポ〜 プラスシチュエーション（白河暦）
- バテン・カイトス 終わらない翼と失われた海（コレルリ）
- My Merry Maybe（篠片由真）

2004年
- 金色のガッシュベル!! うなれ!友情の電撃2（パティ）
- 金色のガッシュベル!! 激闘!最強の魔物達（パティ）
- スーパーロボット大戦シリーズ（2004年 - 2019年、ルー・ルカ） - 7作品

2005年
- Another Century's Episode（イネス・フレサンジュ）
- CROSS WORLD-見知らぬ空のエターティア（イルリア・リーン）
- 金色のガッシュベル!! うなれ!友情の電撃 ドリームタッグトーナメント（パティ）
- スーパーロボット大戦MX ポータブル（ルー・ルカ）
- D.C. Four Seasons 〜ダ・カーポ〜 フォーシーズンズ（白河暦）
- My Merry May with be（篠片由真）

2006年
- Another Century's Episode 2（イネス・フレサンジュ）
- EVE new generation（氷室恭子）
- Gift -Prism-（姫倉寧々）
- バテン・カイトスII 始まりの翼と神々の嗣子（コレルリ）

2007年
- Another Century's Episode 3 THE FINAL（イネス・フレサンジュ）
- ガンダム無双（ルー・ルカ）
- ひぐらしのなく頃に祭（前原藍子）
- Microsoft Flight Simulator X

2008年
- インフィニット アンディスカバリー（スバル）
- スーパーロボット大戦A ポータブル（ルー・ルカ、コロス）
- PRISM ARK -AWAKE-（壬生華鈴）

2009年
- スーパーロボット大戦NEO（神代ゆい、レスカ / アララ・カフェオレ）

2012年
- 第2次スーパーロボット大戦Z 再世篇（ドロシー・カタロニア）
- 真剣で私に恋しなさい!!R（九鬼揚羽）

2013年
- スーパーロボット大戦Operation Extend（レスカ / アララ・カフェオレ）
- スーパーロボット大戦UX（カリ・ユガ）
- トリコ グルメガバトル!（ラブ）
- 魔女と百騎兵（パープルピール）
- 名探偵コナン マリオネット交響曲（鈴木園子）
- ONE PIECE ワンピートレジャーワールド（モネ）

2014年
- 機動戦士ガンダム エクストリームバーサス（2014年 - 2016年、ルー・ルカ） - 4作品
- 超ヒロイン戦記（綾小路麗夢）
- 名探偵コナン ファントム狂詩曲（鈴木園子）
- ワンピース 超グランドバトル!X（モネ）

2015年
- ひぐらしのなく頃に粋（前原藍子）
- PROJECT X ZONE 2:BRAVE NEW WORLD（百神）
- リング☆ドリーム 女子プロレス大戦（高木三四郎）
- ワンピース 海賊無双3（モネ）

2016年
- 東京放課後サモナーズ（主人公 、イクトシ〈子供〉、カグツチ、クリスティーヌ、アラクネ）

2019年
- EVE rebirth terror（氷室恭子）

2020年
- 海腹川背 BaZooKa!（千羽烏月）

2021年
- スーパーロボット大戦DD（2021年 - 2024年、神代ゆい、ルー・ルカ）
- バースセイバー（ゾナ）

2022年
- EVE ghost enemies（氷室恭子）
- 機動戦士ガンダム エクストリームバーサス2（2022年 - 2025年、ルー・ルカ） - 3作品

2023年
- 機動戦士ガンダム アーセナルベース（ルー・ルカ）
- Link!Like!ラブライブ!（花帆の母）
- 無期迷途（カシア）

2024年
- 金色のガッシュベル!! 永遠の絆の仲間たち（パティ）
- 箱庭開拓 ハムスターと太陽の里（まりん）

2025年
- モンスターストライク（鈴木園子）

### ドラマCD
- ああっ女神さまっ コミックイメージソング（ウルド：ドラマ、キャラソン両パート）
- アレサ 〜魔法人形のレクイエム〜（ティアラ、エミリータ）
- NG騎士ラムネ&40EX2 ユラユラ銀河帝国大混戦!（レスカ）
- きゃんきゃんバニーエクストラスワティSPECIAL（美沙生）
- Compiler コミックスイメージ 『COMPILER』 『ASSEMBLER』 『INTERPRITER』（コンパイラ）
- 機動武闘伝Gガンダム GUNDAM FIGHT-ROUND3（ナレーション）
- サイレントメビウス オリジナル・ドラマ・アルバム 『DANGER』 他（香津美・リキュール）
- 創竜伝（鳥羽茉理）
- 速攻生徒会（服部菜桜子）
- D.C. 〜ダ・カーポ〜 初音島ドラマシアター chapter.2 ことり（白河暦）
- 電脳少女歌劇団（コンパイラ、香津美・リキュール）
- ドリームハンター麗夢 ドラマCD各作品（綾小路 麗夢）
  - ドリームハンター麗夢 電脳空域の迷路
  - ドリームハンター麗夢 南麻布魔法クラブ
  - NEWドリームハンター麗夢 夢の騎士達
  - NEWドリームハンター麗夢 夢の騎士達 VOICE MOVIE
  - NEWドリームハンター麗夢 総統のメルセデス
  - NEWドリームハンター麗夢 殺戮の夢幻迷宮
- 虹の世紀シェラトーン（佐伯かおり）
- 覇王大系リューナイト CDシネマ「カイオリスへの旅立ち」第1章 - 第4章（フレア）
- ひぐらしのなく頃に（前原藍子）
- プリズム・アーク ドラマCD各作品（壬生華鈴）
  - PRISM ARK DRAMA CD 『シスター・ヘル プリズム変化』
  - PRISM ARK PRIVATE SONG Vol.4 『恋心』
  - プリズム・アーク れいんぼ〜☆ドラマCD 『校長の試練場 PROVING GROUNDS OF THE "KOUCHOU SENSEI"』
  - プリズム・アーク れいんぼ〜☆ドラマCD3 『超魔法合神プリズマックス・アーク』
- 星くずパラダイス2 〜宝船歌謡大全〜（姫宮佐百合）
- ぽっぷるメイル〜ザネクストジェネレーションII 地底の神殿（チェリームーン）
- ルナ・シークレット（早霧）

### カセットブック
- アニメイトカセットコレクション 機動戦艦ナデシコ 「ナデシコ対ゲキ・ガンガー対宇宙人」……って、オイ!?（イネス・フレサンジュ、テンサイ[102]）
- アニメイトカセットコレクション 機動戦艦ナデシコ 2 ナデシコ・ばらえてい（仮題）（イネス・フレサンジュ）
- NG騎士ラムネ&40 シリーズ
  - NG騎士ラムネ&40 メモリアルマッチ!熱血一本勝負（レスカ〈カフェオレ〉）
  - NG騎士ラムネ&40 2 キングオブキングス熱血スペシャル（レスカ〈カフェオレ〉）
  - NG騎士ラムネ&40 3 ときめき!裏の三姉妹（レスカ）
- 吸血鬼ハンターD シリーズ
  - 吸血鬼ハンター D-北海魔行I -北の海へ-（ウーリン、スーイン）
  - 吸血鬼ハンター D-北海魔行II -やがて、夏-（スーイン）
  - 吸血鬼ハンター D-北海魔行III -冬来たりなば-（スーイン）
- フォーチュン・クエスト カドカワカセットブック60『フォーチュン・クエスト ボクボクの災難』（パステル）

### 吹き替え

#### 映画
- 愛と青春の旅だち ※フジテレビ版
- 愛のサンタクロース（フィリップ）
- 愛を殺さないで（クッキー）
- 赤い標的 THE BREAK UP（グレース〈ペネロープ・アン・ミラー〉）
- あなたに逢いたい（エイミー〈アン・ヘッシュ〉）
- アニマル・ファーム（ピルキントン夫人）
- アメリカン・パロディ・シアター（カレン〈ロザンナ・アークエット〉）
- アラン・スミシー・フィルム（ミッシェル・ラファティ）
- 暗殺者（ジェニファー〈ケリー・ローワン〉）※フジテレビ版
- いまを生きる（ティナ）※ソフト版
- エージェント・レッド（リンダ）
- おつむて・ん・て・ん・クリニック（アンナ・マーヴィン〈キャスリン・アーブ〉）
- キット・キトリッジ アメリカン・ガール・ミステリー（ミス・メイ・ドゥーリー〈ジェーン・クラコウスキー〉）
- キャノンボール3 新しき挑戦者たち（ブルック・シールズ）※ビデオ版
- グラン・ブルー（ジョアンナ〈ロザンナ・アークエット〉）※テレビ朝日版
- クリクリのいた夏（マリー〈イザベル・カレ〉）※ソフト版
- コークスクリュー・トラック（リー）
- ゴースト〜ニューヨークの幻（モリー〈デミ・ムーア〉）※テレビ朝日版
- コーラス・ライン（ヴァル〈オードリー・ランダース〉）
- 再会の街/ブライトライツ・ビッグシティ（ヴィッキー〈トレイシー・ポラン〉）※ビデオ版
- 殺人魚フライングキラー ※テレビ朝日版
- ザ・ホール（スーザン・トンプソン〈テリー・ポロ〉）
- シー・デビル（オリヴィア・ハニー〈マリア・ピティロ〉）※ソフト版
- スウィッチ/素敵な彼女?（コニー〈ティア・レオーニ〉）
- スプリング 死の泉（ソフィ・ウェストン〈アリソン・イーストウッド〉）
- セブン※フジテレビ版
- ダイナウォーズ/恐竜王国への大冒険（ミッシー）
- TABOO タブー（レイチェル・クローン〈ロザンナ・アークエット〉）
- ダンス オブ テロリスト（シルヴィナ・レハス）
- チャイニーズ・オデッセイ（チョン・サーロン / 蜘蛛精）
- チュパカブラ・プロジェクト（マリア）
- 月の輝く夜に（クリシー）※ANA機内上映版
- Dearフレンズ（ティーニー〈メラニー・グリフィス〉）
- トマ@トマ（クララ）
- ナイト・オブ・ザ・リビングデッド/死霊創世紀（ジュディ）
- ナイトフォール 夜来たる（イリュラ）
- ナイフ（トニー）
- のるかそるか（ヴィッキー〈ジェニファー・ティリー〉）※ビデオ版
- バードケージ（バーバラ・キーリー〈キャリスタ・フロックハート〉）※ソフト版
- ハイパーサピエンス（ジージー）
- ハリケーンアワー（アビゲイル・ヘイズ〈ジェネシス・ロドリゲス〉）
- ビルとテッドの大冒険（ミッシー・プレストン）
- ファイナル・サンクション（ジェナ〈クリスティ・スワンソン〉）
- プリティ・リーグ（エレン・スー・ゴッドランダー）※ソフト版
- フレンチ・キス（ケイト〈メグ・ライアン〉）※日本テレビ版
- ホット・スポット（グロリア・ハーパー〈ジェニファー・コネリー〉）※ビデオ版
- ミラクル・ボーイ/消えてのぞいてサァ大変!（シンディ・ムーア〈チャイナ・フィリップス〉）
- 面会時間（デニーズ）
- 野獣教師2（アーニャ・トマソン〈スーザン・メイ・プラット〉）
- マッドマックス/サンダードーム ※フジテレビ版
- モー・マネー（アンバー）
- モンキーボーン（キティ〈ローズ・マッゴーワン〉）
- 48時間 ※テレビ朝日版
- ラスト・アクション・ヒーロー（ホイットニー・スレイター〈ブリジット・ウィルソン＝サンプラス〉）※ソフト版
- 霊幻道士7 ラストアクションキョンシー（ミチレン〈スーキー・クワン〉）
- REX レックス（シアシ）
- レディース・ルーム（ローレン）
- ロスト・ソウルズ（アレン）

#### ドラマ
- WITHOUT A TRACE/FBI 失踪者を追え!（トニー）
- L.A.大捜査線 マーシャル・ロー（ダナ・ドイル〈タミー・ローレン〉）
- L.A.ロー 七人の弁護士（ヴァナ・ホワイト）
- 俺がハマーだ! シーズン2 #14（サリー・ヴィンセント）
- 恐竜家族（ヘザー）
- ジム・ヘンソンのストーリーテラー（アーニャ〈ジェーン・ホロックス〉）
- スターゲイト SG-1（サラ・ガードナー〈オシリス〉）
- スターター・ワイフ（クリケット）
- そりゃないぜ!? フレイジャー（ダフネ・ムーン）
  - シーズン1 #19（オルセン〈ブリタニー・マーフィ〉）
- タイムマシーンにお願い（ジェミー）
- 特攻野郎Aチーム シーズン4 #1（キティ・トレメイン）
- ふたりは最高!ダーマ&グレッグ シーズン2 #1・3（ドナ〈ブリジッド・ブラナー〉）
- フルハウス（アドリアーナ）
- メルローズ・プレイス（アリソン・パーカー〈コートニー・ソーン＝スミス〉）
- モンスターズ シーズン1 #18（ジョディ）
- 愉快なシーバー家
  - シーズン1 #13（ジュリエット）
  - シーズン4、5（ジュリー）

#### アニメ
- アニマニアックス（カールータ）
- おくびょうなカーレッジくん（嵐の女神）
- グーフィー・ムービー ホリデーは最高!!（リサ）
- クロカドゥー!（ケリー）
- ザ・シンプソンズ（サマンサ・スタンキー、ブロンドの少年、CMの声）
- ジャスティス・リーグ（サファイア・スタッグ、プリンセス・オードリー）
- 少女チャングムの夢（ヘヤ医女）
- シザー・セブン（梅花十三）
- ぞうのババール（魔女のルル）
- ターザン (TVシリーズ)（ダニア）
- チップとデールの大作戦（ガジェット）※新吹き替え版
  - チップとデールの大作戦（ルワイニー）※テレビ東京版
- スヌーピーシリーズ
  - アイ・ラブ・スヌーピー（バイオレット）
  - スヌーピー&チャーリーブラウン（サリー・ブラウン）
- トータリー・スパイズ!（サム）
- 101匹わんちゃん (TVシリーズ)（スポット）
- ピンクパンサー（姫、ラプンツェル、少女）

### 特撮
- 世界忍者戦ジライヤ（1988年、魔忍シルビアの声）

### テレビ番組
- NHKジュニアスペシャル（ポキート）
- 大森うたえもんのどけえきょん（リポーター）
- 科学デジタル質問箱（みずき）
- 漢字だいすき（かんちゃん）
- クイズダービー（1987年と1991年にそれぞれ1回ゲスト出演）
- サイレントメビウス外伝 幕末闇婦始末記（卑弥香津美）
- TVチャンピオン 第1回世界大食い選手権（フランス代表・ドロテ・エリー）
- ライオンのいただきます（ラッパスイセンなおこ）
- 文京区ケーブルテレビ講談社チャンネル 子供バラエティ ピックニックハウス（おねえさん）

### ナレーション
- 世界にひとつだけ〜趣味の世界
- 照英 天空人の旅
- 高橋尚子スマイルアフリカプロジェクト
- ビートたけしのTVタックル
- ミッドナイトマーメイド

### ラジオ
- サイレントメビウス 由貴の誕生パーティ（HiBiKi Radio Station、2010年9月10日 - 10月1日、全4回）

### CM
- 甲竜伝説ヴィルガスト 消えた少女

### 人形劇
- こどもにんぎょう劇場「ともだちや」（ナレーション、うずらのお母さん）

### その他コンテンツ
- エッセイ集 メディアワークス 『なんてこったい!?』
- 東京ディズニーランドのアトラクション ガジェットのゴーコースター（ガジェット）
- ユニバーサル・スタジオ・ジャパンのアトラクション ハリウッド・ドリーム・ザ・ライド 説明ビデオ・ナレーション（レイヴェン）

## ディスコグラフィ

### アルバム

#### オリジナルアルバム
| #          | 発売日        | タイトル   | 形態       | 規格品番   |
| メルダック | メルダック    | メルダック | メルダック | メルダック |
| ---------- | ------------- | ---------- | ---------- | ---------- |
| 1st        | 1991年1月1日  | 世界征服   | CD         | MECH-30003 |
| 2nd        | 1991年8月21日 | 道楽女王   | CD         | MECH-30013 |

#### ベストアルバム
| #          | 発売日        | タイトル     | 形態       | 規格品番   |
| メルダック | メルダック    | メルダック   | メルダック | メルダック |
| ---------- | ------------- | ------------ | ---------- | ---------- |
| 1st        | 1995年4月21日 | ミニ・ベスト | CD         | MECH-18006 |

### キャラクターソング
| 発売日   | 商品名                                                                           | 歌                                                                                          | 楽曲                                 | 備考                                         |
| 1993年   | 1993年                                                                           | 1993年                                                                                      | 1993年                               | 1993年                                       |
| -------- | -------------------------------------------------------------------------------- | ------------------------------------------------------------------------------------------- | ------------------------------------ | -------------------------------------------- |
| 12月22日 | サイレントメビウス VS 聖獣伝承Dark Angel VS Compiler 電脳少女歌劇団              | 電脳少女歌劇団                                                                              | 「友達になろう」                     | 『電脳少女歌劇団』関連曲                     |
| 12月22日 | サイレントメビウス VS 聖獣伝承Dark Angel VS Compiler 電脳少女歌劇団              | 電脳少女歌劇団                                                                              | 「夢にLet's doing」                  | 『電脳少女歌劇団』関連曲                     |
| 1995年   |                                                                                  |                                                                                             |                                      |                                              |
| 12月16日 | サイレントメビウスキャラクター・イメージ・アルバム KATSUMIX                      | 香津美・リキュール（松井菜桜子）                                                            | 「Sailing」                          | 『サイレントメビウス』関連曲                 |
| 12月16日 | サイレントメビウスキャラクター・イメージ・アルバム KATSUMIX                      | 香津美・リキュール（松井菜桜子）                                                            | 「ひとり…」                          | 『サイレントメビウス』関連曲                 |
| 12月16日 | サイレントメビウスキャラクター・イメージ・アルバム KATSUMIX                      | 香津美・リキュール（松井菜桜子）                                                            | 「STRUGGLE FOR LOVE」                | 『サイレントメビウス』関連曲                 |
| 12月16日 | サイレントメビウスキャラクター・イメージ・アルバム KATSUMIX                      | 香津美・リキュール（松井菜桜子）                                                            | 「静寂」                             | 『サイレントメビウス』関連曲                 |
| 12月16日 | サイレントメビウスキャラクター・イメージ・アルバム KATSUMIX                      | 香津美・リキュール（松井菜桜子）                                                            | 「VOICE FROM DARKSIDE」              | 『サイレントメビウス』関連曲                 |
| 12月16日 | サイレントメビウスキャラクター・イメージ・アルバム KATSUMIX                      | 香津美・リキュール（松井菜桜子）                                                            | 「MOTHER」                           | 『サイレントメビウス』関連曲                 |
| 12月16日 | サイレントメビウスキャラクター・イメージ・アルバム KATSUMIX                      | 香津美・リキュール（松井菜桜子）                                                            | 「DON'T WORRY BABY」                 | 『サイレントメビウス』関連曲                 |
| 1999年   |                                                                                  |                                                                                             |                                      |                                              |
| 6月9日   | 神風怪盗ジャンヌ イメージアルバム                                                | 東大寺都（松井菜桜子）                                                                      | 「伝えられる いつか」                | テレビアニメ『神風怪盗ジャンヌ』関連曲       |
| 6月9日   | 神風怪盗ジャンヌ イメージアルバム                                                | 日下部まろん/ジャンヌ（桑島法子）、東大寺都（松井菜桜子）、フィン・フィッシュ（西原久美子） | 「Cry〜ハートが泣いてる」            | テレビアニメ『神風怪盗ジャンヌ』関連曲       |
| 2000年   |                                                                                  |                                                                                             |                                      |                                              |
| 2月25日  | 機動戦艦ナデシコ お洒落倶楽部                                                    | イネス・フレサンジュ（松井菜桜子）                                                          | 「アナタトイキル」                   | テレビアニメ『機動戦艦ナデシコ』関連曲       |
| 2003年   |                                                                                  |                                                                                             |                                      |                                              |
| 1月22日  | 萌えよ剣                                                                         | 近藤勇子（折笠愛）、土方歳絵（松井菜桜子）、沖田薫（池澤春菜）                              | 「萌えよ剣」                         | OVA『機動新撰組 萌えよ剣』オープニングテーマ |
| 1月22日  | 萌えよ剣                                                                         | 近藤勇子（折笠愛）、土方歳絵（松井菜桜子）、沖田薫（池澤春菜）                              | 「夜明け」                           | OVA『機動新撰組 萌えよ剣』関連曲             |
| 2005年   |                                                                                  |                                                                                             |                                      |                                              |
| 1月15日  | 金色のガッシュベル!!キャラクターソングデュエットシリーズ LEVEL.3 ガッシュ&パティ | パティ（松井菜桜子）                                                                        | 「私はパティ」                       | テレビアニメ『金色のガッシュベル!!』関連曲   |
| 1月15日  | 金色のガッシュベル!!キャラクターソングデュエットシリーズ LEVEL.3 ガッシュ&パティ | ガッシュ・ベル（大谷育江）、パティ（松井菜桜子）                                            | 「ドキドキDEこれ〜しょん」           | テレビアニメ『金色のガッシュベル!!』関連曲   |
| 2006年   |                                                                                  |                                                                                             |                                      |                                              |
| 1月25日  | 名探偵コナン・キャラクター・ソング集 〜帝丹小学校に全員集合!!〜                  | 少年探偵団、毛利蘭（山崎和佳奈）、鈴木園子（松井菜桜子）、江戸川コナン（高山みなみ）        | 「帝丹小学校校歌」                   | テレビアニメ『名探偵コナン』関連曲           |
| 1月25日  | 名探偵コナン・キャラクター・ソング集 〜帝丹小学校に全員集合!!〜                  | 毛利蘭（山崎和佳奈）、鈴木園子（松井菜桜子）、江戸川コナン（高山みなみ）                    | 「乙女ゴコロ（カラオケルームにて）」 | テレビアニメ『名探偵コナン』関連曲           |
| 2007年   |                                                                                  |                                                                                             |                                      |                                              |
| 11月28日 | PRISM ARK PRIVATE SONG Vol.4 華鈴                                                | 壬生華鈴（松井菜桜子）                                                                      | 「恋心」                             | テレビアニメ『PRISM ARK』関連曲              |
| 11月28日 | PRISM ARK PRIVATE SONG Vol.4 華鈴                                                | 壬生華鈴（松井菜桜子）                                                                      | 「恋心 classic version」             | テレビアニメ『PRISM ARK』関連曲              |
| 2009年   |                                                                                  |                                                                                             |                                      |                                              |
| 4月22日  | 萌えよ剣 / 夜明け / 青春の祭り                                                   | 近藤勇子（折笠愛）、土方歳絵（松井菜桜子）、沖田薫（池澤春菜）                              | 「青春の祭り」                       | OVA『機動新撰組 萌えよ剣』エンディングテーマ |
| 2015年   |                                                                                  |                                                                                             |                                      |                                              |
| 1月28日  | ONE PIECE ニッポン縦断!47クルーズCD in 石川 白い憧憬                             | モネ（松井菜桜子）                                                                          | 「白い憧憬」                         | テレビアニメ『ONE PIECE』関連曲              |

### 参加楽曲
| 発売日  | 商品名                                     | 歌                               | 楽曲                              | 備考                                                            |
| 1986年  | 1986年                                     | 1986年                           | 1986年                            | 1986年                                                          |
| ------- | ------------------------------------------ | -------------------------------- | --------------------------------- | --------------------------------------------------------------- |
| 4月21日 | ハイスクール!奇面組 音楽組2                | 松井菜桜子                       | 「ちょっと言わせて」              | テレビアニメ『ハイスクール!奇面組』挿入歌                       |
| 1989年  |                                            |                                  |                                   |                                                                 |
| 4月21日 | ドリームハンター麗夢 南麻布魔法倶楽部      | 松井菜桜子                       | 「硝子のDestiny」                 | ドラマCD『ドリームハンター麗夢 南麻布魔法倶楽部』イメージソング |
| 4月21日 | ドリームハンター麗夢 南麻布魔法倶楽部      | 松井菜桜子                       | 「一枚上手のI・LOVE・YOU」        | ドラマCD『ドリームハンター麗夢 南麻布魔法倶楽部』イメージソング |
| 4月21日 | ドリームハンター麗夢 南麻布魔法倶楽部      | 松井菜桜子、水谷優子、林原めぐみ | 「瞳にFairy Tale」                | ドラマCD『ドリームハンター麗夢 南麻布魔法倶楽部』イメージソング |
| 1990年  |                                            |                                  |                                   |                                                                 |
| 1月15日 | 機動戦士SDガンダム タイホしちゃうわ♥       | 松井菜桜子                       | 「LOVE TACT」                     | OVA『機動戦士SDガンダム MARK-III 宇宙の神秘大作戦』関連曲       |
| 3月28日 | 獣神英雄伝ワタライガー 今宵はここまで      | 水谷優子、林原めぐみ、松井菜桜子 | 「究極合身フィフティーンガー」    | ドラマCD『獣神英雄伝ワタライガー 今宵はここまで』イメージソング |
| 3月28日 | 獣神英雄伝ワタライガー 今宵はここまで      | 水谷優子、林原めぐみ、松井菜桜子 | 「超電磁合身フィフティーンガーG」 | ドラマCD『獣神英雄伝ワタライガー 今宵はここまで』イメージソング |
| 3月28日 | 獣神英雄伝ワタライガー 今宵はここまで      | 水谷優子、林原めぐみ、松井菜桜子 | 「セクシャルハラスメントマン」    | ドラマCD『獣神英雄伝ワタライガー 今宵はここまで』イメージソング |
| 3月28日 | 獣神英雄伝ワタライガー 今宵はここまで      | 松井菜桜子、神代知衣             | 「夏色の夢 -Princess Mermaid-」   | ドラマCD『獣神英雄伝ワタライガー 今宵はここまで』イメージソング |
| 1991年  |                                            |                                  |                                   |                                                                 |
| 2月21日 | 魔物ハンター妖子                           | 松井菜桜子                       | 「霧雨に抱かれて」                | OVA『魔物ハンター妖子』関連曲                                   |
| 1995年  |                                            |                                  |                                   |                                                                 |
| 6月25日 | とうきょうデンキKIRAKIRA合唱団 THE TV SHOW | 松井菜桜子                       | 「アタックNo.1」                  |                                                                 |